# آيت بن حميدان (آيت العربي)
آيت بن حميدان هو دُوَّار يقع بجماعة سيدي الغندور، إقليم الخميسات، جهة الرباط سلا القنيطرة في المملكة المغربية. ينتمي الدوّار لمشيخة آيت العربي التي تضم 4 دواوير. يقدر عدد سكانه بـ 521 نسمة حسب الإحصاء الرسمي للسكان والسكنى لسنة 2004.

## وصلات خارجية
- البوابة الوطنية للجماعات الترابية
- المندوبية السامية للتخطيط